# Только единство спасает сербов

Флаг Сербской православной церкви

Сербский флаг с сербским крестом, который использовался в 90-е годы

Только единство спасает сербов (серб. Само слога Србина спасава) — национальный девиз Сербии и сербского народа, который используется как в качестве слогана, так и в качестве официального девиза.
Существует довольно распространённое заблуждение, что этот девиз отображается на многих сербских флагах, включая официальный, и присутствует на сербском гербе, и что именно четыре буквы «С» вокруг креста образуют известный сербский крест и подразумевают сербский девиз. На самом деле то, что ошибочно принимается за буквы «С», является стилизованным изображением четырёх кресал (серб. оцила / ocila) — символов огня, довольно распространенных в геральдике.

## История
Авторство данной фразы точно не установлено. Чаще всего оно приписывается святому Савве, покровителю Сербии. В XIII веке Сербия находилась под серьёзным давлением со стороны Рима, который навязывал сербам католичество. Однако святой Савва говорил сербам, что они должны оставаться верными православию и вместе отстаивать свою независимость. Фактически он способствовал сохранению независимости Сербии и защите Сербской православной церкви.
Под этим девизом сербские войска организовывали движения против Османской империи как ещё до присоединения Сербии к Османской империи, так и во время русско-турецкой войны за освобождение славян. Этот девиз использовался также сербскими войсками в борьбе с австро-венгерскими войсками в ходе Первой мировой войны и народно-освободительной армией Югославии в борьбе с немецкими войсками во Второй мировой войне.
Сам сербский крест унаследован из византийской символики.